# Хлу Фаро
Хлу Фаро (хол. Chloë Farro; Саванета, 19. јун 2003), арубанска је пливачица, учесница олимпијских игара и вишеструка национална рекордерка и првакиња, чија ужа специјалности су спринтерске трке слободним и делфин стилом.
Носила је заставу своје земље на церемонији отварања Летњих олимпијских игара у Паризу 2024. године.

## Спортска каријера
Фаро је рођена 19. јуна 2003. у градићу Саванета на југу холандског карипског острва Аруба, и веома рано је почела да се бави такмичарским пливањем.  Прву медаљу у каријери освојила је на Првенству Централне Америке и Кариба одржаном управо у Саванети 2018. (бронзу на 50 слободно), потом је уследило учешће на Светском јуниорском првенству у Будимпешти 2020, те Панамерички куп у Лими на ком је освојила две бронзане медаље.
У лето 2021. одлази на студије у Сједињене Државе, на Универзитету Индијане у Тере Хоутеу, где поред студирања наставља и са пливањем за универзитетски тим. 
На првенству Централне Америке и Кариба у Сан Хуану на Порторику 2021. освојила је једно сребро (50 слободно) и две бронзе (50 делфин и 100 слободно). Потом је учествовала на првим Панамеричким јуниорским играма у колимбијском Калију (6. место на 50 слободно), те на крају године и на Светском првенству у малим базенима у Абу Дабију. 
На светским првенствима у великим базенима је дебитовала у Будимпешти 2022, а на истом рангу се такмичила и наредне године у Фукуоки 2023. године.   
У августу 2023. на Карипском првенству у Сан Салвадору освојила је златну медаљу у трци на 100 метара слободним стилом, те сребро на 50 метара слободно. 
Захваљујући специјалној позивници дебитовала је на Олимпијским играма у Паризу 2024. године. У Паризу је пливала у квалификацијама трке на 50 метара слободним стилом. Наступила је у седмој квалификационој групи где је пливала у стази 8, и са временом од 26.49 секунди заузела је последње место у својој квалификационој групи, односно укупно 32. место у конкуренцији 79 такмичарки. Током дефилеа нација на Церемонији отварања Олимпијских игара у Паризу, носила је заставу своје земље заједно са колегом из пливачке репрезентације Микелом Схредерсом.